# Zagora (Kroatien)

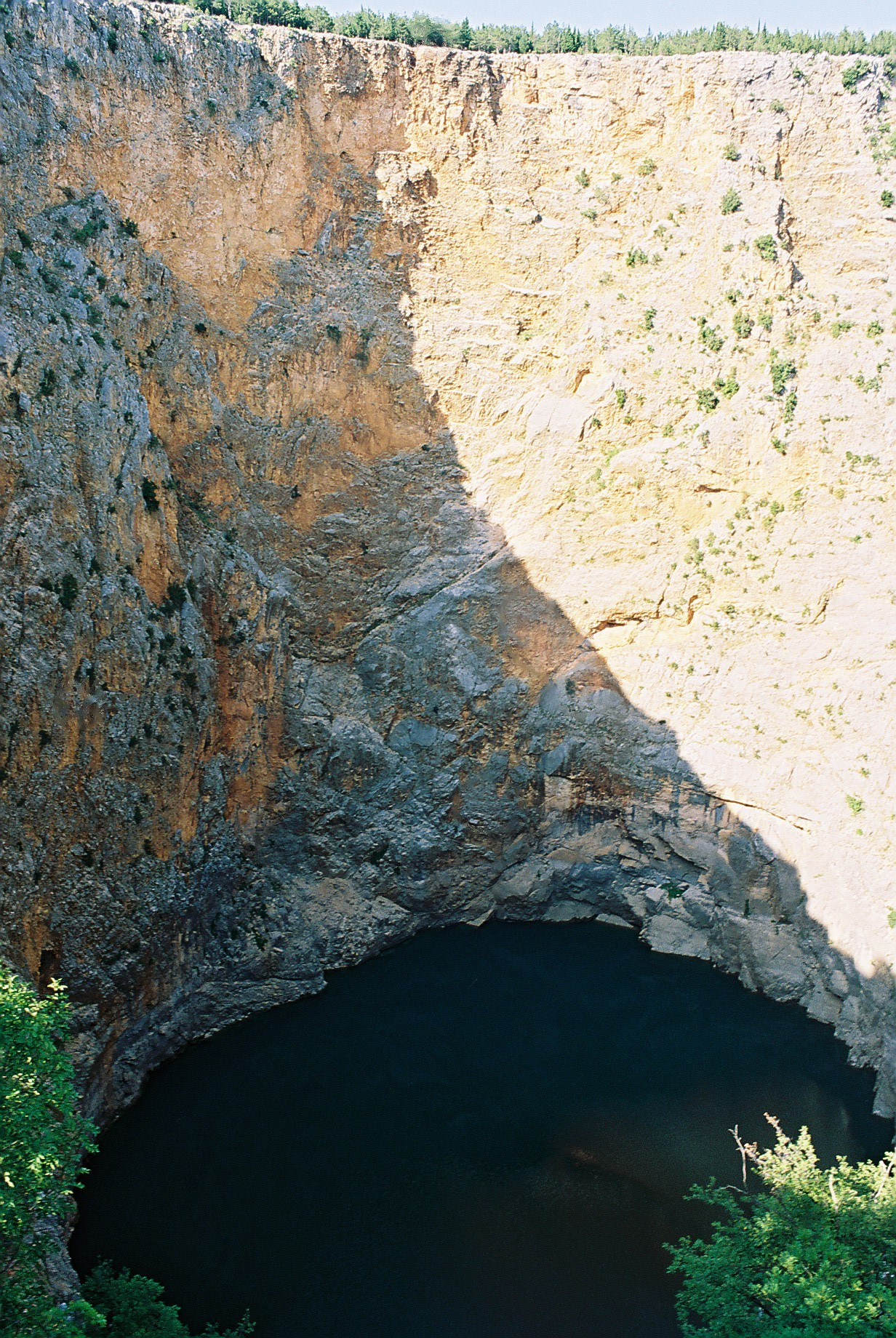
Roter See (Crveno jezero)

Die Zagora oder auch Dalmatinska Zagora („Dalmatinisches Hinterland“) ist eine submediterrane Binnenlandschaft im Hinterland von Dalmatien (Kroatien). Sie wird durch die Gebirge Mosor und Biokovo vom Meer getrennt und bietet deshalb ein günstiges Klima für den Weinanbau in geschützter geographischer Lage.
Sie ist deshalb auch eines der vier großen Weinanbaugebiete an der kroatischen Adriaküste. Hier wird beispielsweise die Rebsorte Kujundzuša angebaut, die in dieser Gegend als autochthon betrachtet wird. Weine aus dieser Rebe sind harmonisch und ihr Bukett besitzt Elemente der kontinentalen und südländischen Weine.
Für das Gebiet Vrgoračko Polje bei Vrgorac, das zeit- und teilweise unter Wasser steht (nicht selten erntet man deshalb hier die Weinreben von Booten aus) sind die Sorten Medna, Zlatarica, Blatina und Plavina charakteristisch.

## Geographie
Die eigentliche Zagora umfasst das sogenannte Hinterland der Städte Kaštela, Trogir und Šibenik sowie die Gegend um Unešić bei Drniš. Geomorphologisch ist dies das Gebiet zwischen den Bergen Moseć im Norden sowie Trtra, Boraja, Opora und Kozjak im Süden; den Dörfern Brštanove, Dugobabe und Radošić (Kaštela) im Osten bis zum Fluss Čikola im Westen. 
Im Sprachgebrauch werden auch die Gebiete bei Drniš, Knin, Sinj und Imotski der Zagora zugeordnet, obwohl sie geographisch nicht dazugehören.
Das Klima ist überwiegend submediterran mit einigen Tagen Schnee, nur bei Imotski herrscht sowohl submediterranes Klima im Norden und mediterranes Klima weiter südlich. Mediterranes Klima herrscht auch in Vrgorac.

## Kultur
Hier ist der Paartanz Nijemo Kolo („Stilles Rad“) bekannt, der in einem engen Kreis ohne musikalische Begleitung getanzt wird. Es werden energetische Bewegungen und scheinbar regellose Figuren beschrieben, die an die Tanzpartner große Anforderungen stellen. Der Tanz wurde 2011 in die UNESCO-Liste des immateriellen Kulturerbes der Menschheit aufgenommen.

## Bekannte Personen aus der Zagora
- Zdenko Runjić
- Ivo Sanader
- Ivan Meštrović
- Stojko Vranković
- Dražen Budiša
- Marko Perković
- Ante Topić Mimara
- Tin Ujević
- Siniša Vuco
- Severina Vučković
- Josip Zovko